# Андре Нортън
Андре Нортън (на английски: Andre Norton) е много плодовита американска писателка, авторка на произведения в жанровете научна фантастика, фентъзи, хорър, фантастичен приключенски роман и исторически роман. Пише и под псевдонимите Андрю Норт (Andrew North), Алън Уестън (Allen Weston).
Тя е първата жена, получила наградата „Гандалф“ за фентъзи (1977), първата жена получила наградата „Деймън Найт за научна фантастика (1984), и първата жена, включена в Залата на славата за научна фантастика и фентъзи в Музея в Сиатъл.

## Биография и творчество
Андре Нортън, с рожд. име Алис Мери Нортън, е родена на 17 февруари 1912 г. в Кливланд, Охайо, САЩ, в семейството на Адалберт Нортън, собственик на предприятие за килими, и Берта Стем. В училище често посещава библиотеката и е запален читател. Вдъхновена в гимназията от харизматичната си учителка става главен редактор на училищния вестник и там публикува първите си разкази. В гимназията пише и първия си ръкопис на роман.
След завършване на гимназията през 1930 г. започва да учи в колежа „Флора Стоун Матер“ на Университета Кейс, но през 1932 г. напуска заради депресия. Започва работа в Кливландската библиотека, където остава в продължение на 18 години, като в периода 1940 – 1941 г. работи и към Библиотеката на Конгреса. В периода 1950-1956 г. е редактор в издателство „Гном Прес“.
През 1934 г. тя сменя името си на Андре Алис Алис, тъй като в издателския свят фантастичната литература е насочена предимно към мъжката аудитория. Ползва и псевдонимите Андрю Норт и Алън Уестън.
Първият ѝ роман е историческият „The Prince Commands“, който е издаден през 1934 г. Първата ѝ фантастична новела „The People of the Crater“ е публикувана през 1947 г., първият ѝ фентъзи роман „Huon of the Horn“ през 1951 г., а първият ю научнофантастичен роман „Daybreak 2250 AD“ през 1952 г.
През 1958 г., след 16 публикувани романа, изцяло се посвещава на писателската си кариера. Авторка е на над 130 романи в продължение на 70 години и има общо над 300 публикувани заглавия, оказвайки влияние върху целия жанр. Наричана е Гранд Дам на научната фантастика и фентъзи.
Заради влошено здравословно състояние, през ноември 1966 г. се премества в Уинтър парк, Флорида, а през 1997 г. в Мърфрийзбъроу. През 1998 г. получава Световната награда за фентъзи за цялостното си творчество.
Андре Нортън умира от сърдечна недостатъчност на 17 март 2005 г. в Мърфрийзбъроу, Тенеси. На нейно име през 2005 г. е учредена литературна награда за най-добро произведение в жанра научна фантастика и фентъзи.

## Произведения
частична библиография

### Самостоятелни романи
- The Prince Commands (1934)
- Ralestone Luck (1938)
- Follow the Drum (1942)
- Rogue Reynard (1947)
- Scarface (1948)
- Huon of the Horn (1951)
- At Swords' Points (1954)
- Yankee Privateer (1955)
- Sea Siege (1957)
- Star Gate (1958)
- Secret of the Lost Race (1959) – издаден и като „Wolfshead“
- Shadow Hawk (1960)
- Star Hunter (1961)
- Operation Time Search (1967)
- Stand to Horse (1968)
- Ice Crown (1970)
- Bertie and May (1971) – с Берта Стем Нортън
- Breed to Come (1972)
- Garan the Eternal (1972)
- Here Abide Monsters (1973)
- Outside (1974)
- Iron Cage (1974)
- The White Jade Fox (1975)
- Merlin's Mirror (1975)
- Knave of Dreams (1975)
- The Day of the Ness (1975) – с Майкъл Гилбърт
- Perilous Dreams (1976)
- Velvet Shadows (1977)
- The Opal-eyed Fan (1977)
- Yurth Burden (1978)
- Seven Spells to Sunday (1979) – с Филис Милър
- Snow Shadow (1979)
- Iron Butterflies (1980)
- Ten Mile Treasure (1981)
- Moon Called (1982)
- Caroline (1982) – с Енид Къшинг
- Wheel of Stars (1983)
- House of Shadows (1984) – с Филис Милър
- Stand and Deliver (1984)
- Ride the Green Dragon (1985) – с Филис Милър
- Serpent's Tooth (1987)
- Imperial Lady (1989) – със Сюзън Шварц
- The Jekyll Legacy (1990) – с Робърт Блох
- Sneeze on Sunday (1992) – с Джийн Алън Хогарт, издаден и като „Murders for Sale“
- Empire of the Eagle (1993) – със Сюзън Шварц
- Tiger Burning Bright (1995) – с Марион Зимър Брадли и Мерседес Лаки
- Three Hands for Scorpio (2005)

### Серия „Лорънс ван Норей“ (Lorens van Norreys)
1. The Sword is Drawn (1944) – издаден и като „Island of the Lost“
2. Sword in Sheath (1949)

### Серия „След Апокалипсиса“ (After the Apocalypse)
1. Daybreak 2250 AD (1952) – издаден и като „Star Man's Son“
2. No Night Without Stars (1975)

### Серия „Кралицата на слънцето“ (Solar Queen)
1. Sargasso of Space (1955)
Кралицата на слънцето, изд. „Орфия“ (2005), прев. Татяна Петрова
2. Plague Ship (1956)
3. Voodoo Planet (1959)
4. Postmarked the Stars (1969)
5. Redline the Stars (1993) – с П. М. Грифин
6. Derelict for Trade (1997) – с Шерууд Смит
7. A Mind for Trade (1997) – с Шерууд Смит

### Серия „Земя на бури“ (Hosteen Storm)
1. The Beast Master (1959)
2. Lord of Thunder (1962)
3. Beast Master's Ark (2002) – с Лин Маккончи
4. Beast Master's Circus (2004) – с Лин Маккончи

### Серия „Светът на вещиците“ (Witch World: Estcarp Cycle)
1. Witch World (1963) – награда „Хюго“
Джелита, изд. „Бистра 2“ (1992), прев. В. Димитрова
2. Web of the Witch World (1964)
Паяжината, изд. „Бистра 2“ (1993), прев. В. Димитрова
3. Three Against the Witch World (1965)
4. Warlock of the Witch World (1967)
5. Sorceress of the Witch World (1968)
6. Trey of Swords (1977)
7. Ware Hawk (1983)
8. The Gate of the Cat (1987)
9. Ciara's Song (1998) – с Лин Маккончи
10. The Duke's Ballad (2005) – с Лин Маккончи

### Серия „Хрониките на войните на вълшебниците“ (Halfblood Chronicles) –Мерседес Лаки
1. Elvenbane (1991)
Проклятието на елфите, изд.: ИК „Елф“, София (2003), прев. Елена Павлова
2. Elvenblood (1995)
Елфическо семе, изд.: ИК „Елф“, София (2003), прев. Николай Теллалов
3. Elvenborn (2002)

### Поезия
- Cats (1976)
- Song of the Barbarian Swordsman (1976)
- The Last Cohort (1976)

### Разкази
- All Cats Are Gray (1953)
- Mousetrap (1954)
- Wizard's World (1967)
- Long Live Lord Kor! (1970)
Да живее крал Кор!, изд. „Орфия“ (1992), прев. Любомир Николов – Нарви
- Amber out of Quayth (1972)
- Spider Silk (1976)
- Were-Wraith (1984)
- Serpent's Tooth [short story] (1987)
- The Dowry of the Rag Picker's Daughter (1988)
- Hob's Pot (1990)
- No Folded Hands (1996)
- Frog Magic (1997)
- Churchyard Yew (1999)
- Noble Warrior And the „gentleman“ (1999)
- Root And Branch Shall Change (1999)
- Needle And Dream (2000)

### Сборници
- High Sorcery (1970)
- The Many Worlds of Andre Norton (1974)
- Moon Mirror (1988)
- Andre Norton: Fables and Futures (1989)
- Wizards' Worlds (1989) – с Ингрид Зирхут

### Документалистика
- Gates to Tomorrow (1973) – с Ернестин Доналди

### Екранизации
- 1982 Господарят на животните, The Beastmaster – по „The Beast Master“
- 1991 Господарят на животните 2, Beastmaster 2: Through the Portal of Time – по „The Beast Master“
- 1999 – 2002 Beast Master – ТВ сериал, 66 епизода